# Federico Ortiz Maldonado
Federico Ortiz Maldonado (* 1942; † 27. Dezember 2013) war ein mexikanischer Fußballspieler, der vorwiegend im Mittelfeld agierte.

## Laufbahn
Ortiz Maldonado stand in den 1960er Jahren beim Club América unter Vertrag, mit dem er zweimal in Folge den mexikanischen Pokalwettbewerb und wiederum ein Jahr später den ersten Meistertitel der Vereinsgeschichte in der 1943 eingeführten Profiliga gewann.

## Erfolge
- Mexikanischer Meister: 1966
- Mexikanischer Pokalsieger: 1964, 1965